# Federazione di pattinaggio del Portogallo
La Federazione di pattinaggio del Portogallo (poː Federaçao Portuguesa de Patinagem) è l'organo nazionale portoghese che governa e gestisce tutti gli sport rotellistici ed ha lo scopo di organizzare, disciplinare e sviluppare tali discipline.

L'ente ha la sede a Lisbona.

L'attuale presidente è Fernando Elías Claro.

## Discipline
Le discipline ufficialmente affiliate alla federazione sono le seguenti:
- Hockey su pista
- Hockey in linea
- Pattinaggio freestyle
- Pattinaggio artistico
- Pattinaggio corsa
- Skateboard
- Skiroll